# Банкомат

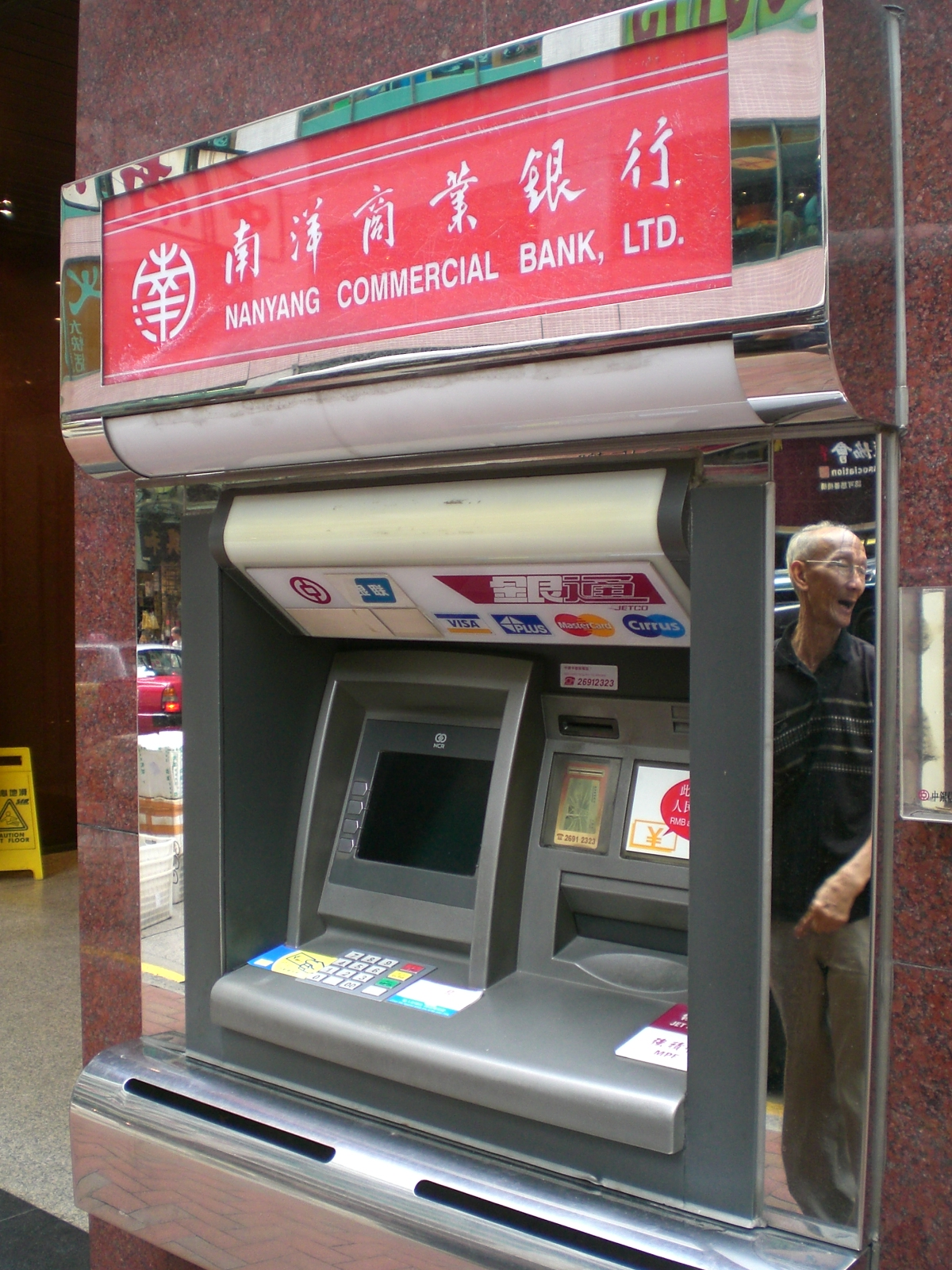
Банкомат у Китаї

Банкома́т (скорочення від «банківський автомат», іноді ATM, від англ. automated teller machine — «автоматичний касовий апарат») — електронний програмно-технічний комплекс з вмонтованим спеціалізованим комп'ютером, призначений для здійснення автоматизованих операцій видачі наявних грошових коштів, зокрема з використанням платіжних карток, передачі розпоряджень банку про перерахування грошових коштів з банківського рахунку клієнта та виконання інших операцій: оплати товарів, послуг; для автоматизованого складання документів, що підтверджують відповідні операції (видача паперових касових чеків). Інколи банкомати можуть також мати функцію прийому грошових коштів, в такому випадку вони називаються депозитними банкоматами.

## Історія
Ідея створення апарата, що може в будь-який час видавати паперові гроші, прийшла Джону Шеппард–Баррону в середині 60-х років, коли він працював на компанію з виробництва цінних паперів. Перший цілодобовий банкомат з'явився 27 червня 1967 року в Лондоні, він належав банку Barclays. Для зняття грошей використовувалися іменні ваучери, що їх необхідно було заздалегідь отримати в банку.

## Депозитний банкомат
Депозитний банкомат — програмно-технічний комплекс, що надає можливість держателю платіжної картки вносити кошти в готівковій формі для зарахування на відповідний рахунок та виконувати інші операції, зокрема одержувати кошти в готівковій формі, одержувати інформацію щодо стану рахунку, сплачувати товари та послуги, роздруковувати документи про підтвердження виконання таких операцій.

### Правила використання депозитного банкомату
Після ідентифікації карткодержателя з використанням ПІН-коду та вибору операції поповнення рахунку, лоток для внесення готівки автоматично відкривається та картко держателю пропонується внести готівку. Внесені банкноти автоматично розпізнаються. Нерозпізнані банкноти (інша валюта, старі купюри, невідповідні номінали, підроблені банкноти) повертаються карткодержателю.
Сума розпізнаних грошей відображається карткодержателю для підтвердження операції. У разі підтвердження операції, баланс рахунку поповняється на підтверджену суму та банкноти переміщуються в сейф банкомата. У разі скасування операції, банкноти повертаються.
Зазвичай, банк спільно з процесинговим центром встановлюють правила на внесення готівки, зокрема — дозволені номінали банкнот та валюту. Таким чином, малі номінали банкнот (1, 2, 5 грн.) не розпізнаються.

### Відмінності операцій внесення та отримання готівки
Правила внесення готівки відрізняються від правил отримання готівки. Наприклад, готівку можна отримати з будь-яких банкоматів, що підтримають відповідну платіжну систему (Visa, Mastercard, American Express, НСМЕП тощо). Внесення готівки можна виконати лише в депозитному банкоматі, встановленому банком, якому належить картка карткотримача. Наприклад, тримач картки Банку Аваль не може внести готівку засобами банкомату, встановленому Приватбанком.

## В Україні
Станом на жовтень 2017 року в Україні налічувалось 19 801 одиниць банкоматів (з них депозитні — 1 367 одиниць). Нижче у таблиці подані 5 банків які володіють найбільшою мережею банкоматів.
| 5 банків України з найбільшою мережею банкоматів (жовтень, 2017) | 5 банків України з найбільшою мережею банкоматів (жовтень, 2017) |
| Банк                                                             | Кількість банкоматів                                             |
| ---------------------------------------------------------------- | ---------------------------------------------------------------- |
| ПриватБанк                                                       | 7 263                                                            |
| Ощадбанк                                                         | 2 805                                                            |
| Райффайзен Аваль                                                 | 2 486                                                            |
| УкрСиббанк                                                       | 1 056                                                            |
| Укрсоцбанк                                                       | 773                                                              |

## Галерея

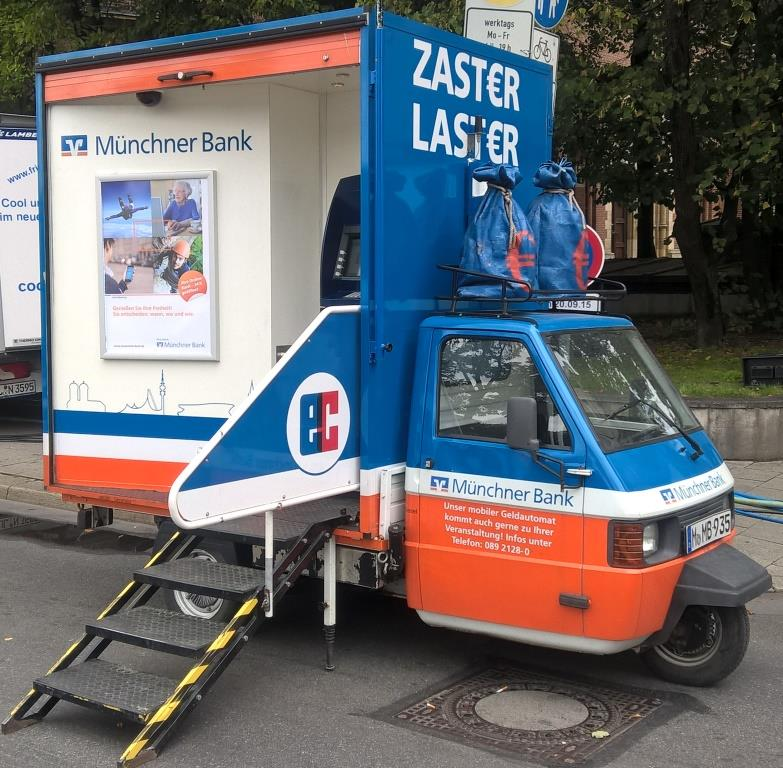
Мобільний банкомат в Мюнхені, 2015 рік.
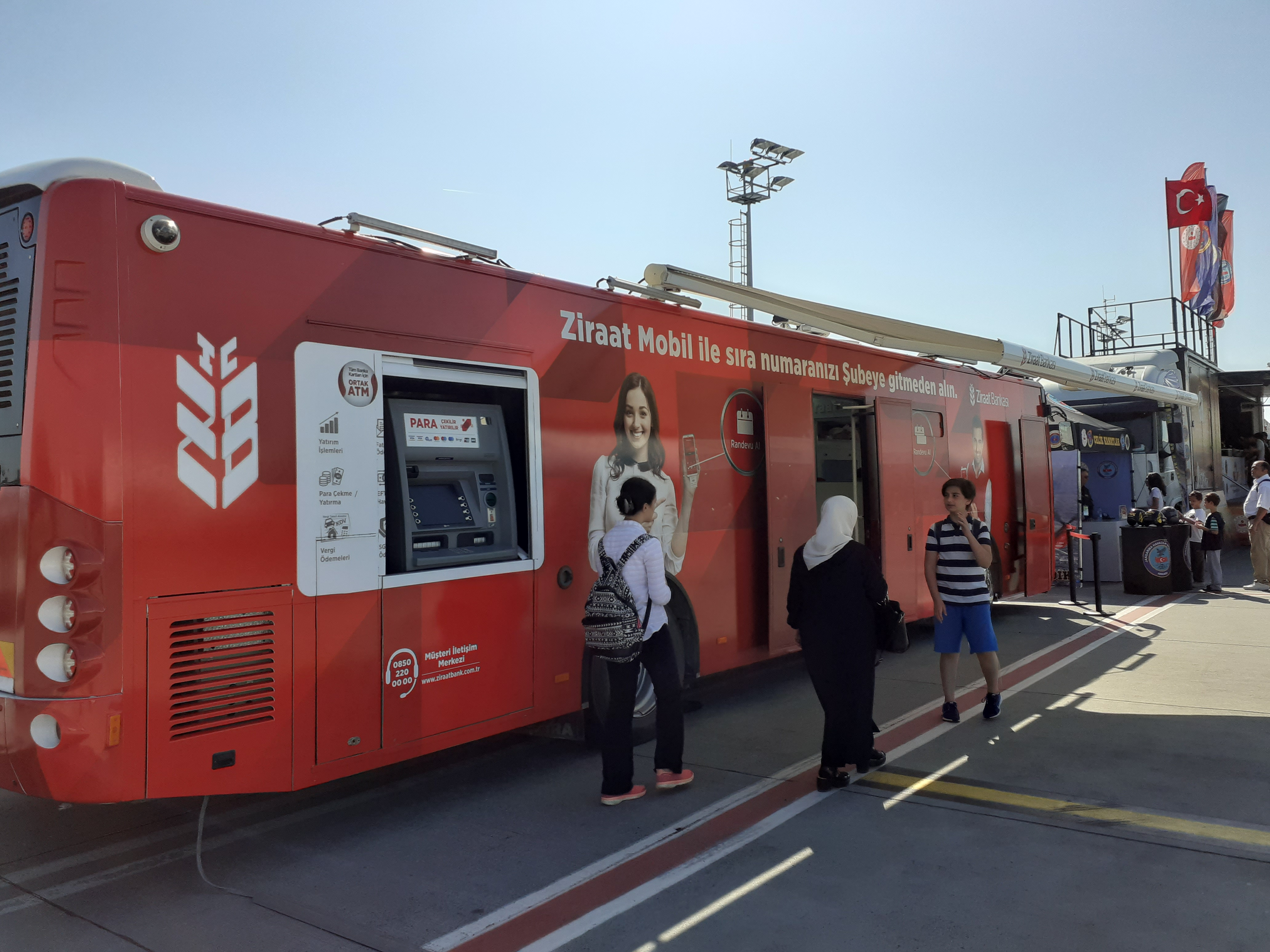
Мобільний банкомат Ziraat Bankası в Туреччині, 2019.
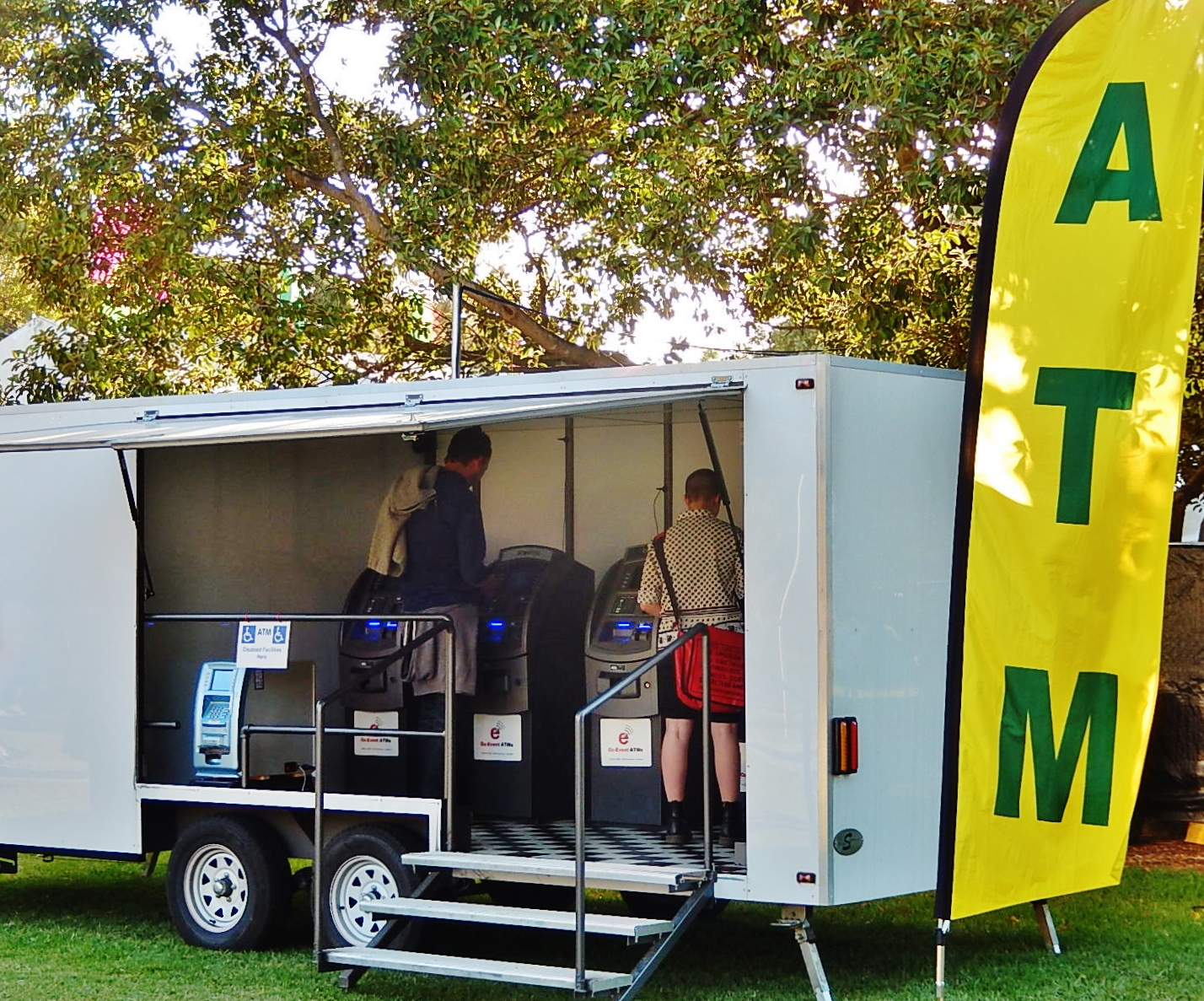
Мобільний банкомат в Аделаїді
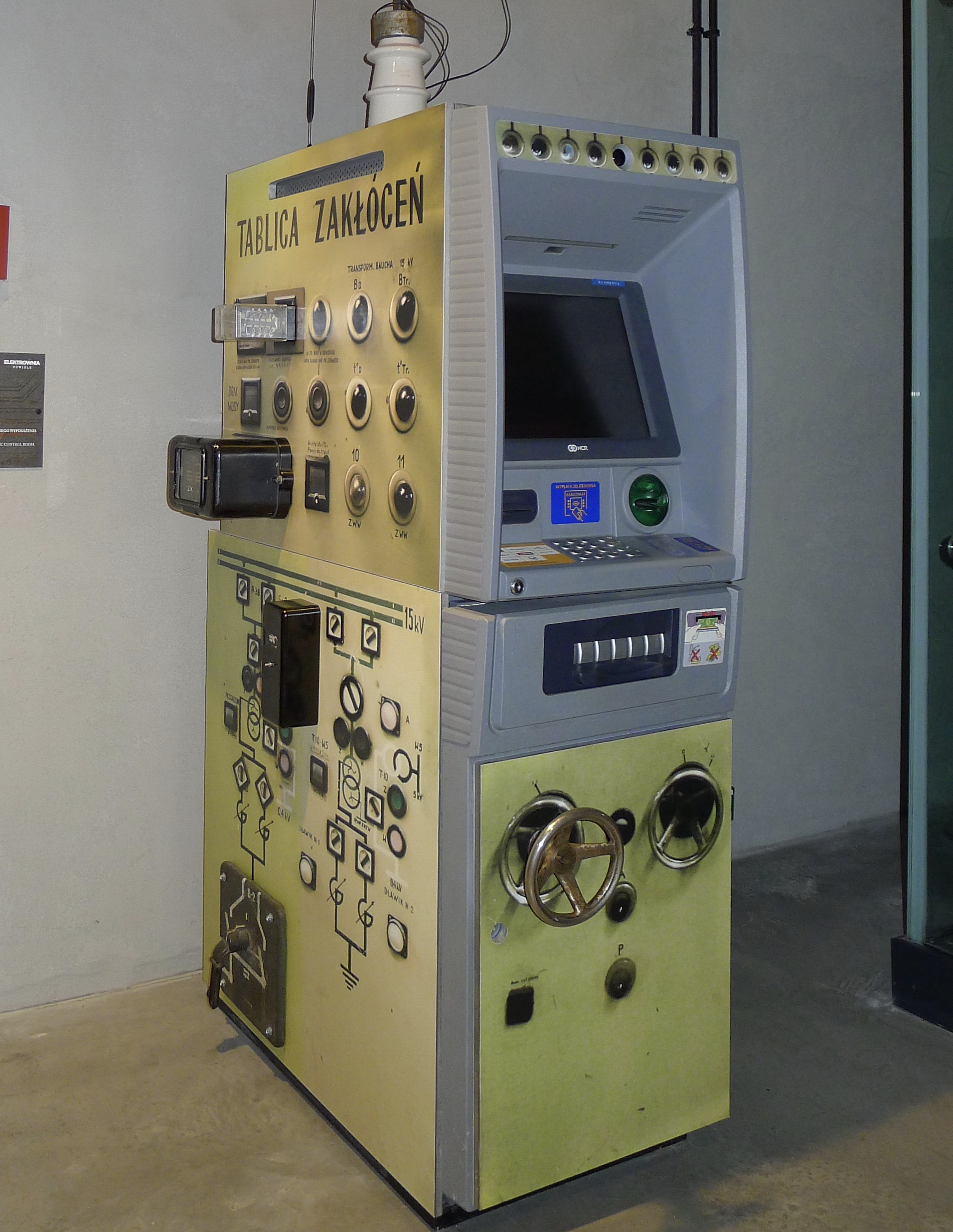
Банкомат у Варшаві, оформлений із гумором
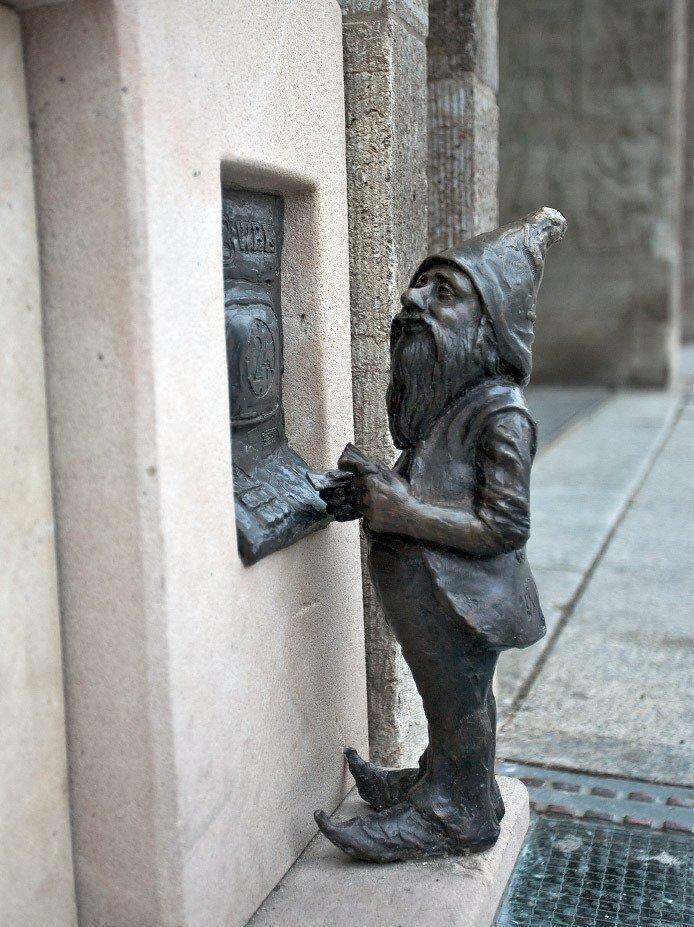
Гном знімає гроші в банкоматі, пам'ятник у Вроцлаві
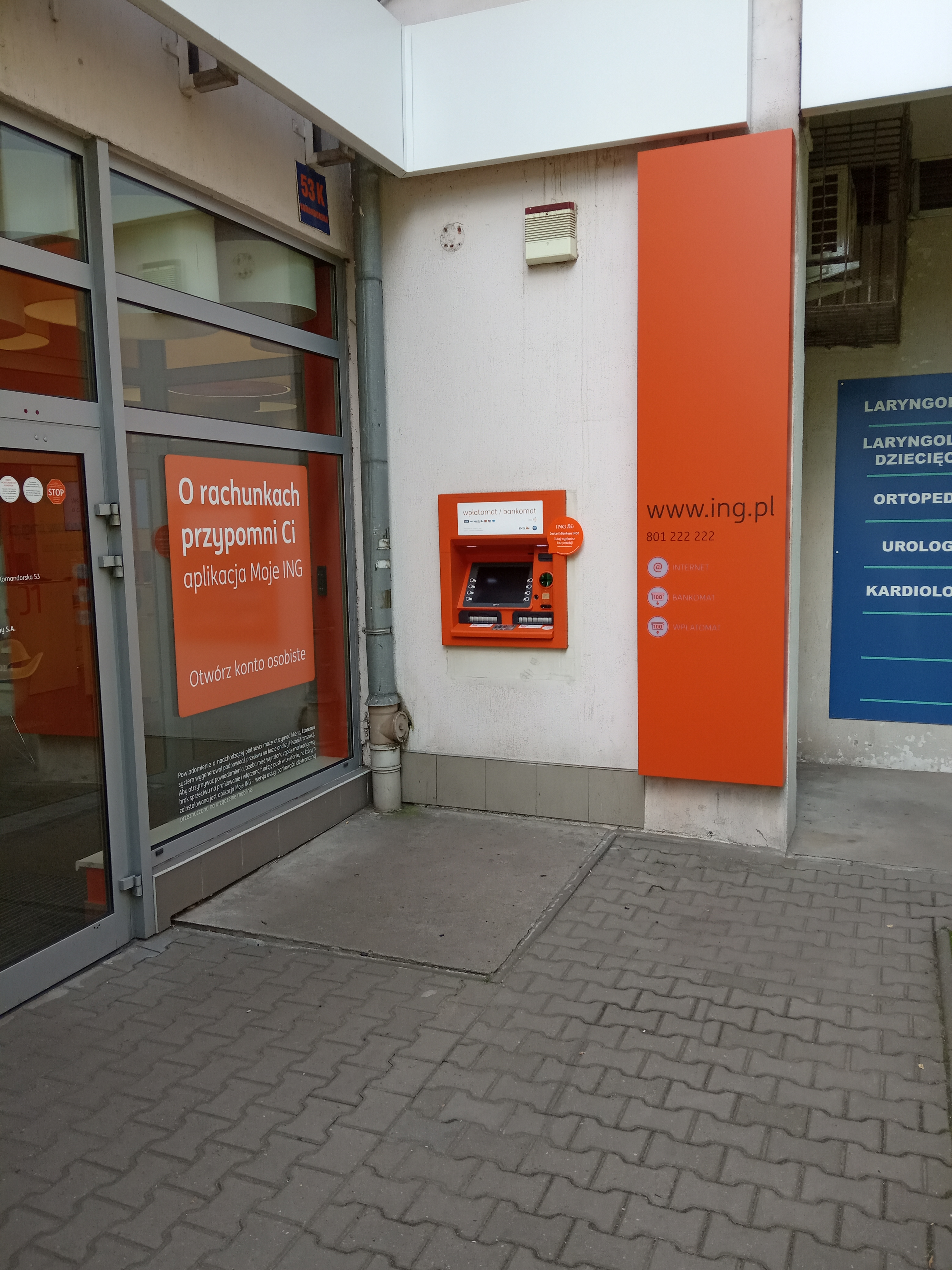
Банкомат ING у Вроцлаві у 2019